# Décès en octobre 1995
Décès
- 1991
- 1992
- 1993
- 1994
- 1995
- 1996
- 1997
- 1998
- 1999

Pour une information complémentaire, voir la page d'aide.

| Date       | Nom                         | Activités                                                      | Âge | Source |
| ---------- | --------------------------- | -------------------------------------------------------------- | --- | ------ |
| 3 octobre  | Charles L. Veach            | Astronaute américain.                                          | 51  |        |
| 9 octobre  | Alec Douglas-Home           | Homme politique britannique.                                   | 92  |        |
| 9 octobre  | Sagramor de Scuvero Brandão | actrice et animatrice de radio brésilienne.                    | 74  |        |
| 13 octobre | Albert Dubreucq             | Footballeur international Français devenu entraîneur.          | 71  |        |
| 13 octobre | Béla Varga                  | Prêtre catholique et homme politique hongrois.                 | 92  |        |
| 18 octobre | Bryan Johnson               | Acteur et chanteur anglais.                                    | 69  |        |
| 19 octobre | Don Cherry                  | Trompettiste de jazz américain.                                | 58  |        |
| 20 octobre | Christopher Stone           | Acteur américain.                                              | 53  |        |
| 21 octobre | Maxene Andrews              | Chanteuse du groupe américaine. membre des The Andrews Sisters | 79  |        |
| 22 octobre | Mary Wickes                 | Actrice américaine.                                            | 85  |        |
| 22 octobre | Tarcisio Merati             | Peintre italien.                                               | 61  | (it)   |
| 24 octobre | Émile Jonassaint            | Juge et homme politique haïtien.                               | 82  |        |
| 24 octobre | Alexandra Wejchert          | Sculptrice polono-irlandaise.                                  | 74  |        |
| 25 octobre | Viveca Lindfors             | Actrice américano-suédoise.                                    | 74  |        |
| 25 octobre | François Brousse            | Philosophe et poète français.                                  | 82  |        |
| 26 octobre | Shannon Hoon                | Chanteur du groupe de rock américain. membre des Blind Melon   | 28  |        |
| 29 octobre | Pierre Hornus               | Footballeur international français.                            | 87  |        |
| 29 octobre | Terry Southern              | Écrivain, scénariste, acteur et producteur américain.          | 71  |        |
| 30 octobre | Stephen Bekassy             | acteur américain d'origine hongroise.                          | 88  | (en)   |